# 医圣祠
医圣祠位于河南省南阳市中心城区医圣祠路，是为了纪念东汉时期的医圣张仲景而修建的大型祠堂园林。文化大革命时期，张仲景的塑像被摧毁，墓亭、石碑被砸，“张仲景纪念馆”的展览品被洗劫一空，目前的医圣祠是在文革后修建的，目前是全国重点文物保护单位和国家级4A景区。

## 文物
医圣祠大门具有汉代建筑风格，其“医圣祠”三字为郭沫若于1959年12月所题写。大门前双阙并立，名为“子母门阙”，其中母阙较高，子阙稍低，就像一位母亲怀抱婴儿。中国汉朝的建筑群时常可以见到这种建筑设计，可以作为瞭望哨和烽火台，也可以起到很好的装饰作用。大门上有一对青铜“铺首衔环”，为虎嘴中叨一圆环，重约三百公斤，是目前世界上最重的铺首衔环。
门庭内有一个巨大的石屏，是一块完整的石料制成的，长高各为3．5米，重达6吨，是中国当代碑林一绝。其正面雕刻的是《张仲景传》，为已故名医黄竹斋先生撰写，描述了张仲景的一生。两侧是由中国著名的老中医任应秋题写的对联：“阴阳有三，辩病还须辩证；医相无二，活国在于活人”。背面雕刻的是张仲景的《伤寒杂病论序》，说明了他自己从医的原因。门庭内还有中国不同历史时期的四位大医学家的塑像，分别是医和、王叔和、华佗、李时珍。
医圣祠后花园有喷水石龙，另外还有羊头四角砖墓。